# Тополица (Њамц)
Тополица (рум. Topolița) насеље је у Румунији у округу Њамц у општини Грумазешти. Oпштина се налази на надморској висини од 354 m.

## Становништво
Према подацима из 2002. године у насељу је живело 1652 становника, од којих су сви румунске националности.